# Левченко, Станислав Александрович
Станисла́в Алекса́ндрович Ле́вченко (род. 28 июля 1941 года, Москва) — бывший советский разведчик, бывший майор КГБ.

## Биография
Станислав Александрович Левченко родился 28 июля 1941 года в Москве. Получил образование в Институте стран Азии и Африки Московского государственного университета имени М. В. Ломоносова, окончил аспирантуру в Институте востоковедения Академии наук СССР.
- Работал в военной разведке;
- 1968 год — выполнял задания КГБ.
- 1971 год — перешел на работу в КГБ.
- 1975 год — загранкомандировка в Токио (Япония) под прикрытием корреспондента русского издания New Times («Новое время»).
- октябрь 1979 года — перешёл на сторону США,
  - сыграл важную роль в раскрытии шпионской сети КГБ в Японии:
    - раскрыл имена 200 японских агентов, среди них:
      - бывший министр труда, главный секретарь Кабинета министров Японии, член Либерально-демократической партии Хирохидэ Исида[англ.],
      - лидер социалистической партии, спикер Палаты представителей Сэйити Кацумата,
      - репортёр газеты «Санкэй симбун» Такудзи Яманэ,
      - Ёсио Кодама — куромаку, якудза
      - и многие другие.
- 1981 год — давал показания перед Конгрессом США.
- 1981 год — приговорён в СССР к расстрелу за измену Родине.

Проживает в США.

## Сочинения
- Левченко Станислав. Против течения . 10 лет в КГБ. — Нью-Йорк : Либерти, 1988. — 264 с.